# Eliaszówka (wieś w Polsce)
Eliaszówka – wieś w Polsce położona w województwie świętokrzyskim, w powiecie włoszczowskim, w gminie Kluczewsko.
W latach 1975–1998 miejscowość administracyjnie należała do województwa piotrkowskiego.

## Etymologia
Nazwa wsi pochodzi od imienia Eliasz z sufiksem „-ówka”, w 1921 kolonia Eljaszówka.

## Historia
Według spisu powszechnego z roku 1921 miejscowość Eljaszówka posiadała 13 domy(ów) i 76 mieszkańców.